# Itatiaya
Itatiaya es un género de arañas araneomorfas de la familia Zoropsidae, antes en Ctenidae. Se encuentra en Brasil.

## Lista de especies
Se reconocen las siguientes según WSC:
- Itatiaya apipema Polotow & Brescovit, 2006
- Itatiaya iuba Polotow & Brescovit, 2006
- Itatiaya modesta Mello-Leitão, 1915
- Itatiaya pucupucu Polotow & Brescovit, 2006
- Itatiaya pykyyra Polotow & Brescovit, 2006
- Itatiaya tacamby Polotow & Brescovit, 2006
- Itatiaya tubixaba Polotow & Brescovit, 2006
- Itatiaya ywyty Polotow & Brescovit, 2006